# Aivars Lembergs
Aivars Lembergs (geboren 26 september 1953) is een politicus en oligarch uit Letland. Hij was van 1988 tot 2021 burgemeester van Ventspils. Sinds 2008 loopt tegen hem een langlopend onderzoek vanwege corruptie, witwassen en misbruik van zijn ambt; hij ontkent dit alles met klem. Lembergs kwam ook voor in het Panama papers-offshoreschandaal. Op 9 december 2019 heeft de Amerikaanse overheid zijn tegoeden in de VS geblokkeerd onder de Magnitsky-wet.
Lembergs werd geboren in Jēkabpils, Letland. Hij studeerde economie aan de Letse Staatsuniversiteit (nu bekend als de Universiteit van Letland) en studeerde af in 1977. Daarna werkte hij in verscheidene posities in de Communistische partij van Letland en werd burgemeester van Ventspils in 1988. Hij behield dit ambt nadat Letland onafhankelijk werd en is vijf keer herverkozen. Lembergs was de leider van de lokale politieke partij, Latvijai un Ventspilij ("Voor Letand en Ventspils") die hij stichtte in 1994. Latvijai un Ventspilij heeft de politiek in de stad compleet gedomineerd sinds het werd gesticht. Voor de parlementsverkiezingen van 2006 sloot Lembergs' partij Latvijai and Ventspilij een alliantie met de Unie van Groenen en Boeren. De Unie van Groenen en Boeren nomineerde Lembergs als haar kandidaat-premier. Hij is nog steeds de leidende figuur en belangrijkste financiële ondersteuner van de partij. Hij is een van de drie oligarchen waartegen Zatlers' Hervormingspartij had beloofd in actie te komen als ze in het bestuur terecht zou komen.